# 黒田祐我
黒田 祐我（くろだ ゆうが、 1980年1月 - ）は日本の歴史学者。専門は中世スペイン史・地中海交流史。神奈川大学外国語学部教授。

## 来歴
1980年、富山県小矢部市生まれ。早稲田大学第一文学部西洋史学専攻卒業、早稲田大学大学院文学研究科修士課程修了。その後、サラマンカ大学大学院、セビーリャ大学大学院への留学を経て、2010年より早稲田大学文学部西洋史コース助手。2012年より上智大学日本学術振興会特別研究員(PD)。2013年早稲田大学より博士 (文学)を取得。2014年9月より信州大学人文学部准教授。2017年神奈川大学外国語学部准教授、2021年同教授。

## 主要業績

### 単著
- 『レコンキスタの実像―中世後期カスティーリャ・グラナダ間における戦争と平和』刀水書房、2016年　ISBN 978-4-88708-428-5
- 『レコンキスタ―「スペイン」を生んだ中世800年の戦争と平和』中央公論新社、2024年　ISBN 4121028201

### 共著
- (立石博高)『図説スペインの歴史』河出書房新社、2022年　ISBN 4309763162

### 分担執筆
- 「中世イベリア半島で使用された暦について」甚野尚志・益田朋幸編『ヨーロッパ中世の時間意識』知泉書館、2012年　ISBN 4862851339
- 「文明間の『境域』における共生―中世後期スペインにおけるキリスト教徒とムスリム」森原隆編『ヨーロッパ・「共生」の政治文化史』成文堂、2013年　ISBN 4792370965
- 「十字軍としての『レコンキスタ』？―中世カスティーリャ王国における対異教徒戦争」甚野尚志・踊共二編著『中近世ヨーロッパの宗教と政治―キリスト教世界の統一性と多元性』ミネルヴァ出版、2014年　ISBN 9784623069453
- War and Peace between the Crown of Castile and Granada: Duality or Interconnectedness?  In Sabetè, F.(ed.) Life and Religion in the Middle Ages. Cambridge Scholar Publishing. 2015. ISBN 1-4438-7790-5
- 「信仰を替えることの意味―中世スペインの事例」私市正年編『アジア・アフリカにおける諸宗教の歴史と現状』上智大学アジア文化研究所・イスラーム研究センター、2016年、ISBN 978-4-908428-02-9
- 「レコンキスタの実像―征服後の都市空間にみる文化的融合―」大黒俊二・林佳世子編著『ヨーロッパと西アジアの変容 11～15世紀』岩波書店、2022年　ISBN 4000114190